# Pterolophia mortoniana
Pterolophia mortoniana är en skalbaggsart som beskrevs av Stefan von Breuning 1964. Pterolophia mortoniana ingår i släktet Pterolophia och familjen långhorningar. Inga underarter finns listade i Catalogue of Life.